# Adrastos
Adrastos (gr. Ἄδραστος Ádrastos, łac. Adrastus) – w mitologii greckiej król Argos, greckiego miasta w Argolidzie.
Uchodził za syna Talaosa i Lizymachy. Ojciec jego został zabity przez Amfiaraosa. Adrastos uciekł do swego dziadka ze strony matki. Po jego śmierci został królem Sykionu. Powrócił jednak do Argos po pogodzeniu się z zabójcą ojca.

Żoną Adrastosa była Amfitea, córka Pronaksa. Mieli sześcioro dzieci, w tym cztery córki: Argeja, Hippodameja, Deipyle, Ajgialeja, znane jest imię jednego syna – Ajgialeus.

Najstarsza córka Argeja poślubiła Polinika, którego z Teb wypędził jego brat Eteokles. Za namową zięcia Adrastos stanął na czele wyprawy przeciw Tebom. Wyprawa ta zakończyła się klęską i śmiercią sześciu wodzów, sam Adrastos został ocalony przez cudownego rumaka Ariona. Zginął także Polinejkes, którego Kreon nie pozwolił pochować. Dokonała tego samodzielnie Antygona, którą za ten czyn zamurowano żywcem w piwnicy.
Po 10 latach Adrastos ponownie wyruszył na Teby wraz z synami poległych tam wodzów (wyprawa epigonów). Zdobył miasto, lecz opłacił to śmiercią swego syna, w drodze powrotnej do Argos zmarł w Megarze. Istnieją przekazy, że rzucił się w ogień, aby wypełnić słowa wyroczni Apollona.
Jego kult był uprawiany w wielu greckich miastach, m.in. w Argos, Kolonos, Megarze i Sykionie.